# Gråkronad akalat
Gråkronad akalat (Sheppardia bocagei) är en fågel i familjen flugsnappare inom ordningen tättingar.

## Utseende och läte
Gråkronad akalat är en liten och rätt enfärgat brunorange fågel. På huvudet syns en svart eller grå hjässa. Sången består av en dämpad stigande och fallande serie med ett antal sorgsamma visslingar.
Arten är mycket lik låglandsakalat, men med mer orange i ansiktet. Den liknar även vitbukig snårskvätta och gråvingad akalat, men skiljs från den förra genom helt brunorange stjärt och från den senare genom avsaknad av ett tydligt vitt ögonbrynsstreck. Från kortstjärtad akalat, fram tills nyligen behandlad som en underart till bocagei, skiljer den sig genom större storlek, tydligt längre stjärt, rostorange istället för svart under ögat, något mer dämpad rostrött på undersidan och mindre vitt mitt på buken samt ljusare sång.

## Utbredning och systematik
Gråkronad akalat delas in i tre underarter med följande utbredning:
- Sheppardia bocagei ilyai – förekommer i  västra Tanzania (öster om berget Kungwe)
- Sheppardia bocagei chapini – förekommer i sydöstra Demokratiska republiken Kongo, sydvästra Tanzania och norra Zambia
- Sheppardia bocagei bocagei – förekommer i Angolas västra högländer

Kortstjärtad akalat (S. poensis) behandlades tidigare som en del av arten, men urskiljs allt oftare som egen art, baserat på studier som visar på skillnader i framför allt utseende och läte.

### Familjetillhörighet
Akalater liksom fåglar som rödhake, näktergalar, stenskvättor, rödstjärtar och buskskvättor behandlades tidigare som en trastar (Turdidae), men genetiska studier visar att den tillhör familjen flugsnappare (Muscicapidae).

## Levnadssätt
Gråkronad akalat hittas i undervegetation i skog på medelhög till hög höjd. Den är en skygg och tillbakadragen fågel som kan vara svår att få syn på.

## Status och hot
Arten har ett stort utbredningsområde, men tros minska i antal, dock inte tillräckligt kraftigt för att den ska betraktas som hotad. Internationella naturvårdsunionen IUCN listar arten som livskraftig (LC).

## Namn
Fågelns vetenskapliga artnamn hedrar den portugisiske ornitologen José Vicente Barboza du Bocage (1823-1907).